# 11817 Oguri
11817 Oguri eller 1981 EQ34 är en asteroid i huvudbältet som upptäcktes den 2 mars 1981 av den amerikanska astronomen Schelte J. Bus vid Siding Spring-observatoriet. Den är uppkallad efter Junko Oguri.